# My ne možem žitʹ bez kosmosa
My ne možem žitʹ bez kosmosa (em russo:  Мы не можем жить без космоса; em inglês: We Can't Live Without Cosmos) é um filme em animação russo de 2014 dirigido, escrito e produzido por Konstantin Bronzit, baseado em uma história de Aleksandr Boyarskiy. Ele foi indicado ao Oscar de melhor curta-metragem de animação em 2016 e venceu prêmios renomados no festival de cinema de animação de Annecy, no Animafest Zagreb e no Festival Internacional de Cinema de Melbourne.